# Никита Пигонит
Никита Пигонит (на гръцки: Νικήτας Πηγουνίτης) е византийски патриций и стратег на Драч и областта му в началото на 1018 г. През февруари същата година отбива нападението на българския цар Иван Владислав, който загива в битката. В панегирик за дъщерята на Пигонит (омъжена за брата на император Константин X Дука) известният книжовник Михаил Псел твърди, че драчкият военачалник сам е сразил Иван Владислав, с което е допринесъл решително за покоряването на България от византийците. По-достоверно обаче е сведението на Михаил Деволски, който съобщава, че по време на двубоя българският цар е бил убит от двама войници, притичали се на помощ на Пигонит.
През 1033 – 1034 г. Никита Пигонит е назначен за наместник на тема Васпуракан, за да се справи с натиска на азерите Равадиди. С помощта на наемническа руска дружина успява да отвоюва крепостта Беркри (до североизточния бряг на Ван) и убива местния емир.

## Цитирана литература
- ((ru)) Арутюнова-Фиданян, В. А. (1977). Фема Васпуракан. – Византийский временник, 38,  с. 80 – 93, http://www.vremennik.biz/sites/all/files/38_10_Арутюнова-Фиданян%20В.А._Фема%20Васпуракан.pdf, посетен на на 5.6.2014
- ((sr))  Византијски извори за историју народа Југославије, III. Београд, 1966, http://macedonia.kroraina.com/viinj/viinj_3.pdf
- ((de)) Wassiliou-Seibt, Alexandra-Kyriaki (2009). Der Familienname Pegonites auf byzantinischen Siegeln und in anderen schriftlichen Quellen, In: Kotzabassi, S.; Mavromatis, G. (eds). Realia Byzantina, 19. Berlin-New York: Walter de Gruyter, pp. 303-320, ISBN 978-3-11-022230-2, https://www.academia.edu/7665792/_Der_Familienname_Pegonites_aud_byzantinischen_Siegeln_und_in_anderen_schriftlichen_Quellen_in_S_Kotzabassi_G_Mavromatis_eds_Realia_byzantina_Byzantinisches_Archiv_22_Berlin_New_York_2009_303_320
- ((en)) Polemis, Demetrios I. (1968). The Doukai: A Contribution to Byzantine Prosopography. London: The Athlone Press, OCLC 299868377, https://books.google.com/books?id=Sx5dAAAAIAAJ